# Sarıyer Belediyesi Spor Kulübü 2020-2021
Questa voce raccoglie le informazioni riguardanti il Sarıyer Belediyesi Spor Kulübü nelle competizioni ufficiali della stagione 2020-2021.

## Organigramma societario
Area direttiva
- Presidente: Hayrettin Dereli

Area tecnica
- Allenatore: Gökhan Çokşen
- Allenatore in seconda: Hasan Çelik
- Assistente allenatore: Görkem Kazan, Engin Özbek
- Scoutman: Yavuz Kaya

## Rosa
| N° | Nome                | Ruolo | Data di nascita   | Nazionalità sportiva |
| -- | ------------------- | ----- | ----------------- | -------------------- |
| 1  | Gizem Düzeltir      | L     | 15 aprile 1996    | Turchia              |
| 2  | Mısra Aşçı          | P     | 26 gennaio 1998   | Turchia              |
| 3  | Şeyma Akbulut       | C     | 25 marzo 1995     | Turchia              |
| 4  | Ecenur Aksoy        | C     | 5 dicembre 1997   | Turchia              |
| 5  | Sinem Bayazıt       | L     | 14 gennaio 1999   | Turchia              |
| 6  | Ayşən Əbdüləzimova  | C     | 11 aprile 1993    | Azerbaigian          |
| 7  | Dominika Strumilo   | S     | 26 dicembre 1996  | Belgio               |
| 8  | Yaren Hatipoğlu     | S     | 23 febbraio 1999  | Turchia              |
| 9  | Dilara Bilge        | O     | 20 agosto 1990    | Turchia              |
| 10 | Çağla Erdem         | S     | 18 giugno 1998    | Turchia              |
| 11 | Miniriye Vatansever | S     | 3 novembre 1985   | Turchia              |
| 12 | Nikalina Bashnakova | S     | 29 marzo 1998     | Azerbaigian          |
| 14 | Madison Rigdon      | S     | 3 dicembre 1995   | Stati Uniti          |
| 15 | İrem Çor            | P     | 21 settembre 1996 | Turchia              |
| 16 | İkbal Albayrak      | C     | 15 ottobre 1991   | Turchia              |
| 17 | Selmin Karahan      | P     | 20 luglio 1998    | Turchia              |

## Statistiche

### Statistiche di squadra
| Competizione     | Punti | In casa | In casa | In casa | In trasferta | In trasferta | In trasferta | Totale | Totale | Totale |
| Competizione     | Punti | G       | V       | P       | G            | V            | P            | G      | V      | P      |
| ---------------- | ----- | ------- | ------- | ------- | ------------ | ------------ | ------------ | ------ | ------ | ------ |
| Sultanlar Ligi   | 34    | 15      | 6       | 9       | 15           | 5            | 10           | 30     | 11     | 19     |
| Coppa di Turchia | 3     | 0       | 0       | 0       | 0            | 0            | 0            | 3      | 1      | 2      |
| Totale           | -     | 15      | 6       | 9       | 15           | 5            | 10           | 33     | 12     | 21     |

G = partite giocate; V = partite vinte; P = partite perse

### Statistiche dei giocatori
| Giocatore       | Campionato | Campionato | Campionato | Campionato | Campionato | Coppa di Turchia | Coppa di Turchia | Coppa di Turchia | Coppa di Turchia | Coppa di Turchia | Totale | Totale | Totale | Totale | Totale |
| Giocatore       | P          | PT         | AV         | MV         | BV         | P                | PT               | AV               | MV               | BV               | P      | PT     | AV     | MV     | BV     |
| --------------- | ---------- | ---------- | ---------- | ---------- | ---------- | ---------------- | ---------------- | ---------------- | ---------------- | ---------------- | ------ | ------ | ------ | ------ | ------ |
| A. Əbdüləzimova | 28         | 202        | 139        | 47         | 18         | 2                | 12               | 9                | 2                | 1                | 30     | 214    | 148    | 49     | 19     |
| Ş. Akbulut      | 20         | 77         | 52         | 20         | 5          | 3                | 20               | 14               | 5                | 1                | 23     | 97     | 66     | 25     | 6      |
| E. Aksoy        | 9          | 23         | 17         | 5          | 1          | 1                | 7                | 4                | 2                | 1                | 10     | 30     | 21     | 7      | 2      |
| İ. Albayrak     | 27         | 102        | 59         | 32         | 11         | 2                | 5                | 2                | 2                | 1                | 29     | 107    | 61     | 34     | 12     |
| M. Aşçı         | 21         | 47         | 19         | 8          | 20         | 2                | 2                | 1                | 1                | 0                | 23     | 49     | 20     | 9      | 20     |
| N. Bashnakova   | 30         | 202        | 160        | 24         | 18         | 3                | 23               | 18               | 2                | 3                | 33     | 225    | 178    | 26     | 21     |
| S. Bayazıt      | 29         | 0          | 0          | 0          | 0          | 3                | 0                | 0                | 0                | 0                | 32     | 0      | 0      | 0      | 0      |
| D. Bilge        | 28         | 163        | 135        | 20         | 8          | 2                | 25               | 20               | 4                | 1                | 30     | 188    | 155    | 24     | 9      |
| İ. Çor          | 29         | 35         | 12         | 12         | 11         | 3                | 5                | 2                | 1                | 2                | 32     | 40     | 14     | 13     | 13     |
| G. Düzeltir     | 16         | 0          | 0          | 0          | 0          | 2                | 0                | 0                | 0                | 0                | 18     | 0      | 0      | 0      | 0      |
| Ç. Erdem        | 28         | 212        | 179        | 10         | 23         | 2                | 14               | 13               | 0                | 1                | 30     | 226    | 192    | 10     | 24     |
| Y. Hatipoğlu    | 20         | 66         | 60         | 3          | 3          | 3                | 8                | 8                | 0                | 0                | 23     | 74     | 68     | 3      | 3      |
| S. Karahan      | 2          | 1          | 0          | 0          | 1          | -                | -                | -                | -                | -                | 2      | 1      | 0      | 0      | 1      |
| M. Rigdon       | 22         | 268        | 233        | 22         | 13         | 1                | 10               | 8                | 0                | 2                | 23     | 278    | 241    | 22     | 15     |
| D. Strumilo     | 18         | 109        | 94         | 8          | 7          | 0                | 0                | 0                | 0                | 0                | 18     | 109    | 94     | 8      | 7      |
| M. Vatansever   | 14         | 37         | 29         | 5          | 3          | 2                | 6                | 4                | 1                | 1                | 16     | 43     | 33     | 6      | 4      |

P = presenze; PT = punti totali; AV = attacchi vincenti; MV = muri vincenti; BV = battute vincenti